# Люсьєн Лелонг
Люсьє́н Лело́нг (фр. Lucien Lelong; 11 жовтня 1889, Париж — 11 травня 1958, Англет) — французький кутюр'є і промисловець.

## Біографія
Народився 11 жовтня 1889 року в Парижі. Був сином Артура Лелонга (фр. Arthur Lelong), власника магазину текстильної промисловості. Вивчав бізнес у Паризькій Вищій Комерційній Школі (фр. Hautes Études des Commerciales).
Був призваний на військову службу за два дні до виходу його першої лінії одягу, показ якої мав пройти в батьківському магазині. Лелонг був мобілізований на Першу світову війну 2 серпня 1914 року. 24 травня 1917 року зазнав важкого поранення від вибуху снаряда, після чого дев'ять місяців пролежав у госпіталі. Він став одним з перших французів, хто отримав, за проявлений героїзм,  Військовий Хрест (фр. Croix de Guerre).
У 1918 році, після свого одужання, Лелонг повернувся на роботу до батька. У 1923 році почав працювати під своїм іменем. Будучи співробітником Шанель (Chanel), Віонне (Vionnet), Ланвін (Lanvin), Моліньє (Molyneux) і Пату (Patou), Лелонг займався дизайном в 1920-х і 1930-х для так званого «Кав'ярного суспільства» (англ. café society) «гарних людей», які збиралися в модних кафе й ресторанах у Нью-Йорку, Парижі, Лондоні, Відні та Стамбулі. Для його колекцій були характерні класичні лінії, що випливають із контурного обрису форм і силуетів кожної епохи.
Лелонг став першим дизайнером, який ввів дешеві модні лінії одягу, які назвав 'Édition', щоб задовольнити запити менш заможних клієнтів у 1933 році. У  розпалі своєї кар'єри кутюр'є користувався послугами 1200 працівників.
Його обрали президентом паризького Синдикату Високої моди (фр. Chambre Syndicale de la Couture) в 1937 році. Зіткнувшись із загрозою переміщення всього швейного мистецтва високої якості в Берлін і Відень, Лелонг зміг вмовити німців, що окупували Париж. Він сказав: «Одна з перших речей, яку зробили німці — це вторгнення в Синдикат і вилучення всіх документів, що стосуються французької експортної торгівлі. Я сказав їм, що от-кутюр — галузь, що не має бути перенесенною, подібно цегляному муру».
Після оголошення війни, Люсьєн послав емісара в Нью-Йорк із сукнями та іншими моделями, щоби довести, що мода — це як і раніше життєздатна галузь, незважаючи на воєнний час. До 1941 року німці почали видавати «текстильні карти», у яких діяла система оцінювання у балах, яку оцінює кожен Будинок моди. Лелонг, ведучи важкі переговори, дістав звільнення від цієї системи для дванадцяти Будинків. Зрештою, вдалося зберегти 60 з них.
Крім того, Лелонгу приписують  порятунок 12 тис. працівників, яким загрожувала депортація й залучення в німецьку військову промисловість. Упродовж чотирьох років було проведено 14 офіційних конференцій із німцями; на чотирьох із них вони оголосили, що швейне мистецтво от-кутюр має бути повністю заборонено, але кожного разу французам удавалося цього уникнути.
Лелонг, так само, як і Хетті Карнегі (фр. Hattie Carnegie), дістався до Сполучених Штатів, наймав талановитих молодих дизайнерів і давав їм можливість рости в професійних відносинах. Крістіан Діор, П'єр Бальмен, Юбер де Живанші, Серж Коган, Жан Шлумберже та ін. в той чи інший момент зверталися до Лелонга. Діор сказав: «Саме від Лелонга я дізнався, що тканини мають свою індивідуальність, їхня поведінка настільки ж різноманітна, скільки різноманітні жіночі темпераменти». 
За свою кар'єру Лелонг створив 110 колекцій і, відійшовши від пошиття одягу, ніколи не припиняв займатися створенням ароматів. У період з 1924 до 1950 року він створив майже 40 видів парфумів, присвятивши один із них принцесі Наталі Палій (фр. Natalie Paley), дочці великого князя Павла Олександровича та його морганатичної дружини Ольги Карнович. Наталі Палій також була моделлю його колекцій. Він одружився з нею 10 серпня 1927 року й розлучився в 1937 році. До цього він був чоловіком Анн-Марі Одуа (фр. Anne-Marie Audoy), з якою розлучився 16 липня 1927 року. Третьою дружиною кутюр'є, яка пережила його, в 1954 році стала французька журналістка Моріса Гудке́ (фр. Maurice Goudeket).
Люсьєн пішов на пенсію в 1948-му й через десять років, 10 (11) травня 1958 року, помер від серцевого нападу в Англеті, на північ від Біарріца.